# Rolleston (Nouvelle-Zélande)
Pour les articles homonymes, voir Rolleston.
La ville de Rolleston est le siège de la plus importante localité du district de Selwyn, dans la région de Canterbury dans l’île du Sud de la Nouvelle-Zélande.

## Situation
Elle est localisée dans la plaine de Canterbury à 22 km au sud-ouest de la ville de Christchurch, mais est considérée comme une  ville satellite de la cité de Christchurch.

## Nom
Son nom vient de l’homme d’état de la région de Canterbury William Rolleston (en).
Rolleston, est né dans le Yorkshire en  1831  et décédé en  1903 , a servi comme Superintendant de la Province de Canterbury (en) de  1868  jusqu’en  1876 } (quand le gouvernement central abolit les provinces de  Nouvelle-Zélande). Il exerça aussi comme Membre du Parlement, tenant divers portefeuilles du Cabinet.

## Les tremblements de terre
Rolleston, située très près de l’épicentre du  séisme de 2010 à Canterbury par sa position près de l’extrémité de la faille de Greendale (en), a subi un mouvement deux fois plus important que celui de la ville de Christchurch. Les Résidents furent démunis face à la puissance des secousses, certaines se succédant pendant plus de 48 heures, [réf. souhaitée] et furent contraints de faire bouillir l’eau pendant des semaines avant que le service des eaux ne fut restauré le 5 septembre 2020 . Rolleston subit ensuite l'objet de nombreuses secousses secondaires à la suite du séisme de septembre, mais la ville de Rolleston ne souffrit que de faibles dommages du fait de la nature du sol composée de roches stables. Pour ces raisons, Rolleston n’a pas été affectée par les phénomènes de liquéfaction, et seules quelques maisons ont dû être condamnées et démolies.
Le séisme de juin 2011 de Christchurch, quant à lui, ne causa que de faibles dégâts supplémentaires, principalement à des immeubles qui avaient été précédemment affectés par le séisme de 2010.
Depuis le tremblement de terre de Christchurch, la population de Rolleston s’est accrue rapidement du fait de la stabilité des terrains et de la rapidité des autorisations données par le Conseil du District de Selwynct pour la reconstruction des maisons qui avaient été désertées par les habitants. La valeur des maisons et des terrains dans Rolleston a grimpé plus vite que dans toute autre partie du pays, et la demande est encore très élevée[Quand ?] avec plusieurs nouvelles subdivisions en cours de construction.

## Population
Jusqu’en 1990, la ville avait seulement quelques rues goudronnées et une population d’un peu moins de 1 000 habitants. L’expansion actuelle a commencé dans les années 1990. La ville de Rolleston a maintenant une population de 1 974 habitants au recensement de 2001, pour 3 822 résidents lors de celui de  2006 et 9 555 résidents lors de celui de 2013.
La ville a actuellement une population de 16 250 habitants, ce qui en fait la  30e ville de la Nouvelle-Zélande (30e plus importante zone urbaine (en)).

## Évolution économique
Les plantations de Pin de Monterey (Pinus radiata) étaient l’une des caractéristiques de cette partie de la région de Canterbury. Ils ont été largement remplacés par les étendues de prairie moins consommatrices d’eau et qui tirent l’avantage du boom de l’élevage laitier de ce début du XXIe siècle ("boom" laitier du début du XXIe siècle (en)). Les haies de pins radiata, sont un autre caractère ancien et significatif des Plaines, qui sont très sensibles aux effets de la dessiccation des vents du nord-ouest, ont été aussi modifiés pour ne pas former des barrières pour les Irrigations à pivot central, qui sont maintenant communes dans cette zone. Rolleston est très exposé au sein de la plaine de Canterbury et est donc légèrement plus sec avec un climat plus continental, que la ville de Christchurch, toute proche.
Il y a de nombreux vignobles dans cette zone.

## Équipements
Rolleston a un centre-ville étendu avec une bibliothèque, deux supermarchés, deux centres médicaux, trois pharmacies, deux centres de chirurgie dentaire, de physiothérapie, d'ostéopathie, et d'acupuncture, un service vétérinaire, un centre aquatique, des cafés et restaurants et diverses autres industries de service traduisant une commune en croissance rapide.
Rolleston est aussi le siège de la Rolleston Volunteer Fire Brigade.
Rolleston est le siège du RYAG (groupe action des jeunes de Rolleston), qui est un groupe formé par les jeunes de la ville de Rolleston pour exprimer ce qu’ils veulent pour leur ville.
En remerciement pour la détermination de la jeunesse, Rolleston en 2010 est en train de construire un parc de skate et soutient de nombreux concerts et des cafés pour la jeunesse.
Rolleston est en outre le siège de Pineglades Naturist Club, le plus grand centre de vacances naturiste de l'Île du Sud.

## Établissement pénitentiaire
La prison de Rolleston (Prison de Rolleston (en)) est située juste à l’ouest de la ville, abritant 260 détenus masculins condamnés pour des peines de faible ou de moyenne durée.

## Éducation
Rolleston possède quatre écoles, toutes primaires allant de l’année 1 à 8.
- Clearview Primary School est une école publique avec un effectif d’environ  698 élèves. L’école a ouvert en février 2010.
- Lemonwood Grove School est une école publique avec un effectif de 261 élèves. L'école a ouvert en février 2017.
- Rolleston School est une école publique avec un effectif d’environ 735 élèves. L’école a ouvert en 1893.
- Rolleston Christian School est une école catholique intégrée au public avec un effectif de 132 étudiants. L’école a ouvert en février 2015.
- West Rolleston Primary School est une école publique avec un effectif de 687 élèves. L’école a ouvert en février 2016.

Il n’y a pas actuellement d’école secondaire à Rolleston – la plus proche est la Lincoln High School, située à 12 km  au-delà dans la ville proche de Lincoln.
Une quatrième école publique primaire et une école secondaire ont été programmées pour répondre à la demande de la croissance de la population de Rolleston, Lincoln, et plus largement de toute la zone sud-ouest de Christchurch. Le Collège de Rolleston Lemonwood Grove School est programmé pour ouvrir en février 2017, pour la  9e année seulement avec neuf étudiants.

## Transport
La State Highway 1 passe à travers la ville de Rolleston sur son trajet entre les villes de Christchurch et celle de Timaru. Il existe des projets d’extension de l'autoroute sud de Christchurch, de son terminus actuel au niveau de la ville de Hornby pour rejoindre l’est de la ville de Rolleston.
Deux lignes de bus locaux desservent Rolleston, toutes deux faisant partie du « Metro system » de l’Environment Canterbury : la ligne 88 (Rolleston) relie la ville de Rolleston avec le centre de Christchurch via les villes de Templeton, Hornby et Riccarton, alors que la ligne 820 allant de (Burnham à Lincoln) relie la ville de Rolleston aux villes proches de Burnham et Lincoln.

## Chemin de fer
Rolleston fut à l’origine en 1866 un terminus de la ligne de chemin de fer. La ville de Rolleston est le siège de la jonction de chemin de fer entre la ligne Midland vers la ville de  Greymouth et la Main South Line. La ville a servi de jonction principale du chemin de fer depuis 1880 et jusqu’à la fin de 1980, quand le gouvernement de la Nouvelle-Zélande dérégula les transports ferroviaires et Rolleston devint un arrêt seulement pour les touristes se dirigeant vers le service de la ligne TranzAlpine. En 2010, les passagers voulant joindre la Tranzalpine au niveau de Rolleston devaient le spécifier, quand ils faisaient leurs réservations.
En 1993, Rolleston fut le lieu d’un des pires accidents de croisement, quand un camion de mélange de ciment rentra dans le flanc d’un train de passagers au passage à niveau, maintenant fermé, de ‘George Holmes Road’ et entraîna la mort de trois passagers du train